# Typhlocyba athene
Typhlocyba athene är en insektsart som beskrevs av Mcatee 1926. Typhlocyba athene ingår i släktet Typhlocyba och familjen dvärgstritar. Inga underarter finns listade i Catalogue of Life.